# Colegio San Luis
El Colegio San Luis (en portugués: Colégio São Luís) es un colegio privado de la orden jesuita en la ciudad de São Paulo. Es el segundo colegio jesuita fundado en Brasil tras el retorno de la orden al país luego de que fuera expulsada por el marqués de Pombal durante el reinado de José I de Portugal. Actualmente, el colegio cuenta con enseñanza integral en niveles infantil, fundamental I y II y enseñanza media.

## Historia
El colegio fue fundado por los padres jesuitas en el municipio paulista de Itu, en 1867, donde hoy se encuentra el 2.º Grupo de Artillería de Campaña Leve. Cuando estaba todavía en Itu, fue visitado por don Pedro II. En 1917, su sede fue cambiada a la capital paulista, más precisamente a la Avenida Paulista, donde aún se preserva la Parroquia São Luís Gonzaga.
En diciembre del 2019, se inauguró la nueva sede del Colegio en la avenida Dr. Dante Pazzanese, 295.